# كالاما (تشيلي)
كالاما (بالإسبانية: Calama, Chile) هي مدينة تقع في إقليم أنتوفاغاستا في تشيلي في El Loa Province. يقدر عدد سكانها بـ 138,588 نسمة ومساحتها 15,596.9 كم2 وترتفع عن سطح البحر 2,260 متر.

## المدن التوأمة
مدينة لاباز هي مدينة توأمة لـكالاما (تشيلي).

## أعلام
- بريان كورتيس
- سباستيان كونتريرز
- ماتياس روبيو